# Kauravaklanen
Kauravaklanen var en av de stridande parterna i det indiska eposet Mahabharata. Den andre parten var pandavaklanen, som var den som avgick med seger.